# Heinrich Bruns
Ernst Heinrich Bruns (Berlim, 4 de setembro de 1848 — Leipzig, 23 de setembro de 1919) foi um matemático e astrônomo alemão.
Estudou matemática, astronomia e física na Universidade de Berlim, de 1866 a 1871, onde obteve um doutorado sob orientação de Ernst Kummer e Karl Weierstrass.

## Obras
- Über die Perioden der elliptischen Integrale erster und zweiter Ordnung. Dorpat, 1875
- Die Figur der Erde. Berlin, 1878
- Über eine Aufgabe der Ausgleichsrechnung. Leipzig, 1886
- Über die Integrale des Vielkörperproblems. Leipzig, 1887
- Das Eikonal. Leipzig, 1895